# Dysdera werneri
Dysdera werneri este o specie de păianjeni din genul Dysdera, familia Dysderidae, descrisă de Deeleman-reinhold, 1988.
Este endemică în Grecia. Conform Catalogue of Life specia Dysdera werneri nu are subspecii cunoscute.